# Chepang jezik
Chepang jezik (ISO 639-3: cdm; tsepang), sinotibetski jezik iz Nepala u području Terai i zonama Narayani i Gandaki kojim govori oko 36 800 ljudi (2001 popis) od 52 237 etničkih Chepanga. Postoje dva dijalekta, istočni i zapadni.
Chepangi su službeno priznati kao nacionalnost. Neki od njih služe se i nepalskim [nep]; pismo: devanagari. Podskupinu chepang čine zajedno s jezicima bhujel [byh] i wayu [vay], svi iz Nepala.

## Vanjske poveznice
- Ethnologue (14th)
- Ethnologue (15th)